# Alberg de la Fatarella
L'Alberg de la Fatarella és una obra de la Fatarella (Terra Alta) inclosa a l'Inventari del Patrimoni Arquitectònic de Catalunya.

## Descripció
Alberg construït tot aprofitant la topografia del terreny, amb tres plataformes que ja oferia el mateix sòl. S'utilitzaren tècniques i materials autòctons: murs de pedra seca, murs i voltes de pedra carejada, pilastres de carreus de pedra i murs de pedra laminar; la fusta per a les jàsseres, els embigats i els paviments; i la ceràmica per a la coberta i els revestiments. Es tracta d'un bon exemple de l'anomenada arquitectura sostenible: per tal d'aprofitar l'energia, es va dissenyar un pati interior que genera ombra i afavoreix la ventilació. També es van col·locar unes pèrgoles amb vegetació caduca que regulen la llum durant les diferents estacions de l'any.